# Abu Kalijar
Emad o-dîn Abu Kalijar ou Abû Kâlîjâr `Imâd ad-Dîn Marzubân ben Sultan ad-Dawla Abû Chajâ' (Pilier de la religion) est le fils aîné de l'émir bouyide Sultan ad-Dawla. Il succède à son père comme émir du Fars en 1024, devient émir du Kermân en 1028 à la mort de son oncle Abû al-Fawâris Qiwâm ad-Dawla et devient émir d'Irak à la mort d'un autre oncle Mucharrif ad-Dawla Hasan en 1044.
Il meurt lui-même en octobre 1048. Le Fars passe à son jeune frère Abû Mansûr Fûlâd Sutûn et l'Irak à son cadet Al-Malik ar-Rahîm Khusraw Fîrûz. Le Kermân tombe aux mains du conquérant seldjoukide Tuğrul Ier Bey.

## Biographie
En décembre 1024, le décès de Sultan ad-Dawla entraîne les Bouyides dans la crise. Abû Kâlîjâr Marzubân devient émir du Fars et du Khuzestân avec le titre d'`Imâd ad-Dîn (Pilier de la religion). Il n'a alors que seize ans. Il est contesté par son oncle Abû al-Fawâris Qiwâm ad-Dawla souverain du Kermân. La paix est signée contre le paiement par `Imâd ad-Dîn d'un tribut à son oncle. Cela lui permet de concentrer son désir de conquête vers l'Irak, détenu par un autre de ses oncles Jalâl-al-Dawla. En dépit de plusieurs tentatives d'invasion de l'Irak, `Imâd ad-Dîn ne parvient pas à renverser Jalâl-al-Dawla.
En mai 1025, l'émir d'Irak, Mucharrif ad-Dawla meurt. Sa succession est difficile car il n'a pas de fils. Son frère aîné Qiwâm ad-Dawla règne à Kermân, son frère cadet Jalâl ad-Dawla Chirzîl est gouverneur de Bassora, son neveu, `Imâd ad-Dîn règne sur le Fars. Jalâl ad-Dawla est désigné comme successeur. En revanche, les chefs militaires soutiennent `Imâd ad-Dîn qui est empêché d'entrer en Irak par Qiwâm ad-Dawla.
En octobre 1027, Jalâl ad-Dawla entre dans Bagdad et est officiellement investi du titre « d'émir des émirs ».
En 1028, Qiwâm ad-Dawla meurt à son tour. `Imâd ad-Dîn annexe le Kermân à ses territoires.
En 1033, les Ghaznavides envahissent Kermân, avec pour objectif le renversement des Bouyides. `Imâd ad-Dîn et Jalâl ad-Dawla savent alors s'allier pour les en expulser.

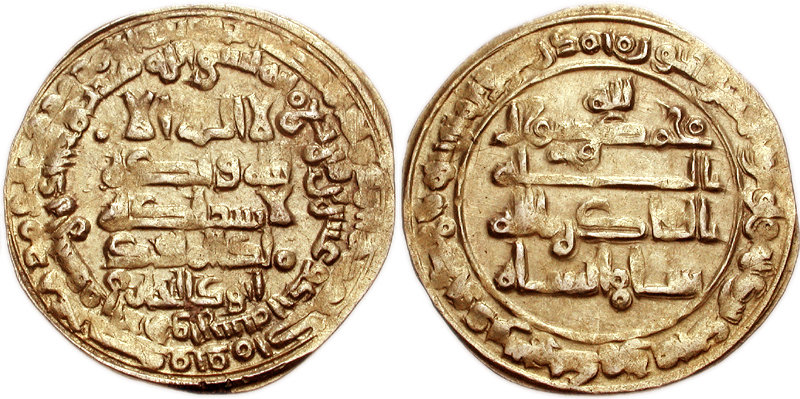
Monnaie d'Abu Kalijar.

`Imâd ad-Dîn a toujours l'ambition de conquérir l'Irak. Vers 1036 ou 1037, il prend Bassora. Jalâl ad-Dawla doit alors faire face à une mutinerie, à Bagdad et à moindre titre à Wâsît. `Imâd ad-Dîn y voit une occasion d'envahir l'Irak. Ses armées marchent sur Bagdad, mais il ne parvient pas à prendre la ville. Cependant Jalâl ad-Dawla le reconnaît comme « émir des émirs », si bien qu'`Imâd ad-Dîn va utiliser le titre de Shâhanshâh. (roi des rois) sur ses monnaies. Jalâl ad-Dawla obtient le soutien de l'émir uqaylides de Mossoul et celui de la tribu arabe des Banû Asad. Il est restauré dans sa pleine autorité et continue à occuper son poste en utilisant les mêmes titres. `Imâd ad-Dîn nomme son fils [Quoi ?]
Jalâl ad-Dawla meurt en mars 1044. `Imâd ad-Dîn annexe l'Irak. Il a cependant quelques difficultés à contrôler la région. Il garde Ahvaz comme capitale au lieu de s'installer à Bagdad. A Ispahan, les Kakouyides connaissent des problèmes de succession : deux frères se disputent le pouvoir. `Imâd ad-Dîn essaie de les soumettre à son autorité mais ceux-ci préfèrent se mettre sous la protection des Seldjoukides. Cette situation incite les Seldjoukides à pousser leur avantage. `Imâd ad-Dîn préfère négocier et créer une alliance matrimoniale. Le gouverneur de Kermân se soumet aux Seldjoukides.
`Imâd ad-Dîn essaie vainement de récupérer le Kermân. Il meurt peu après, en octobre 1048. Ses frères se partagent le royaume. Abû Mansûr Fûlâd Sutûn prend le Fars et Al-Malik ar-Rahîm Khusraw Fîrûz prend l'Irak.